# 希伯伦
希伯伦（al-Khalīl 发音ⓘ或，Khalīl al-Raḥmān，Ḥevrōn 发音ⓘ）又譯為哈利勒、希伯仑，天主教思高聖經譯赫貝龍，是巴勒斯坦約旦河西岸地區城市，為希布伦省首府，也是犹太教中仅次于耶路撒冷的圣城，也是世界文化遺產之一。其位于耶路撒冷以南30公里，海拔高度为930米，有166,000名巴勒斯坦人、以及700至800名犹太居民。
希伯仑老城的特点是狭窄曲折的街道、平顶的石头房屋和古老的集市。希伯仑拥有希伯伦大学和巴勒斯坦理工大学。希伯仑最著名的历史遗迹是麦比拉洞，由于与亚伯拉罕有关，所有三种亚伯拉罕宗教——犹太教、基督教和伊斯兰教都将其视为圣地。根据《创世记》记载，亚伯拉罕购买了这个洞和周围的田地，安葬妻子撒拉，随后、亚伯拉罕、以撒、利百加、雅各和利亚都安葬于此（只有拉结安葬在伯利恒城外）。因此，犹太人称该市为“列祖之城”，在犹太教四大圣城中排名第二位（另外三个是耶路撒冷、提比里亞和采法特）。历史上，在洞的上方和周围已经建起了基督教堂、犹太会堂和清真寺。以撒厅现在是易卜拉欣清真寺，而亚伯拉罕厅和雅各厅是犹太会堂。在中世纪基督教传說中，希伯仑是马利亚的表姐以利沙伯（施洗约翰的母亲、撒迦利亚的妻子）的家乡的“三座城市”之一，另外两座是朱塔和艾因·卡里姆。希布倫還以葡萄、石灰石、陶器作坊和玻璃工厂著称，著名的乳制品制造商al-Juneidi也位于此处。

## 名稱
「希布倫」之名称起源于该市的希伯来语原文，意為「加入」、「結合」或「結盟」，天主教典籍則譯為赫貝龍。其阿拉伯语名称哈利勒意为“朋友易卜拉欣”——根据伊斯兰教教义，安拉选择易卜拉欣作为他的朋友。

## 历史

### 古代
希伯仑是中东最古老的城市之一，也是世界上持续有人居住的最古老的城市之一。它是古代迦南人的一个都城，根据考古发现，该市可能建于前35世纪；它在圣经中首次提到，是亚伯拉罕从赫梯人手中购买这里的麦比拉洞（一些历史学家评论为以色列定居点的“虔诚的史前史”
以色列·芬克尔斯坦、尼尔·阿舍·西尔伯曼：《出土的圣经：古代以色列及其神圣经文的考古学新成果》，自由出版社，纽约）。来到希伯仑的亚伯拉罕从事游牧，可能反映游牧部落Kenites对这座城市的长期占据，而“Heber”正是一个Kenite部落的名称希伯仑也又名“基列亚巴”，意为“四之城”，可能是指4座小镇或4座小山的联盟
在被迦勒和以色列人（约书亚记 14:15）征服之後，希伯仑成为犹大支派的主要中心之一，大卫王曾建都于此，直到夺取耶路撒冷，才将以色列王国的首都迁往那里。1998年，在特尔鲁梅达的一次考古挖掘中，发现带有希伯来文字的图章，测定年代为前700年，这是在希伯仑发现的最古老的题字。
前587年圣殿被毁以后，希伯仑的大部分犹太人流亡他处，希伯仑被以东人占据。希律又环绕麦比拉洞修筑城墙。6世纪，拜占庭皇帝查士丁尼一世在麦比拉洞上方建立了一座基督教堂，后来在614年被萨珊王朝将军沙赫尔巴拉兹摧毁，当时库斯老二世军队围困并夺取耶路撒冷。

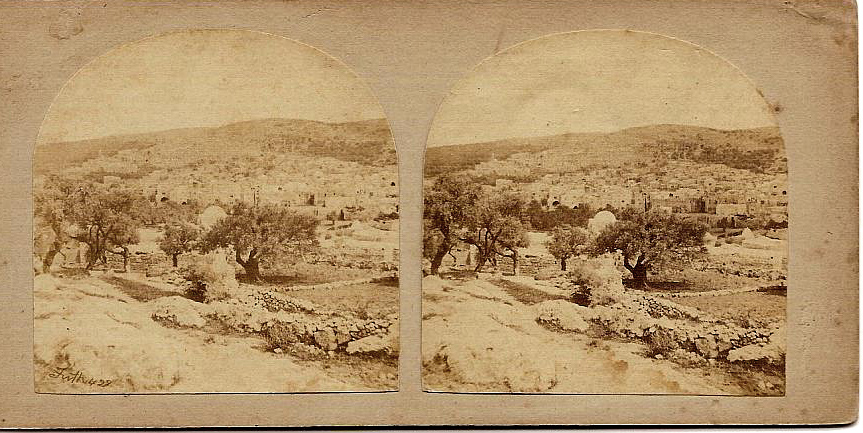
19世纪的希伯仑北半部

### 中世纪
638年，希伯仑未经抵抗就臣服于伊斯兰教政权的统治，亚伯拉罕墓的所在地麦比拉洞也由一座东正教堂改为清真寺。贸易大为扩展，特别是与内盖夫沙漠的贝都因人和死海以东地区。穆斯林和基督徒文献都记载奥马尔允许犹太人建造一座犹太会堂及附近的公墓，而9世纪圣经派犹太教学者泽达卡·本·肖姆隆写道，存在一个永久性的犹太区，一名犹太人担任麦比拉洞管理人。阿拉伯地理学家穆卡达西在世纪转折时记载这里有一座犹太会堂，犹太人还建立了一个为不分贫富的所有朝圣者的中央厨房。

### 土耳其统治时期
在奥斯曼帝国统治时期（1517－1917年），有一批犹太人从西班牙被驱逐来此，巴勒斯坦其他地方的犹太人也来到这里定居。希伯仑这时成为犹太人的教育中心，1540年，拉比马尔基尔·阿什肯纳兹购买了一个院子，建起亚伯拉罕阿維努会堂。1807年，犹太社区购买了一块5,000平方米的土地，就在今天的批发市场。
1834年，希伯仑遭到埃及军队的洗劫，财产被摧毁和掠夺，大部分穆斯林得以逃生。洗劫目标对准该市的犹太人，其中5人遭到屠杀。

### 英国托管
1917年12月，第一次世界大战期间，英国占领了希伯仑。希伯仑成为英属巴勒斯坦託管地的一部分，直到1948年。1929年发生了「希伯倫大屠殺」，阿拉伯人杀死了67名犹太人，打伤60人。2年以后，35个犹太家庭回到犹太区的废墟。但是1936-1939年巴勒斯坦阿拉伯起义后，英国政府决定迁走所有希伯仑城外的犹太人，以“避免另一次屠杀”。

### 约旦统治

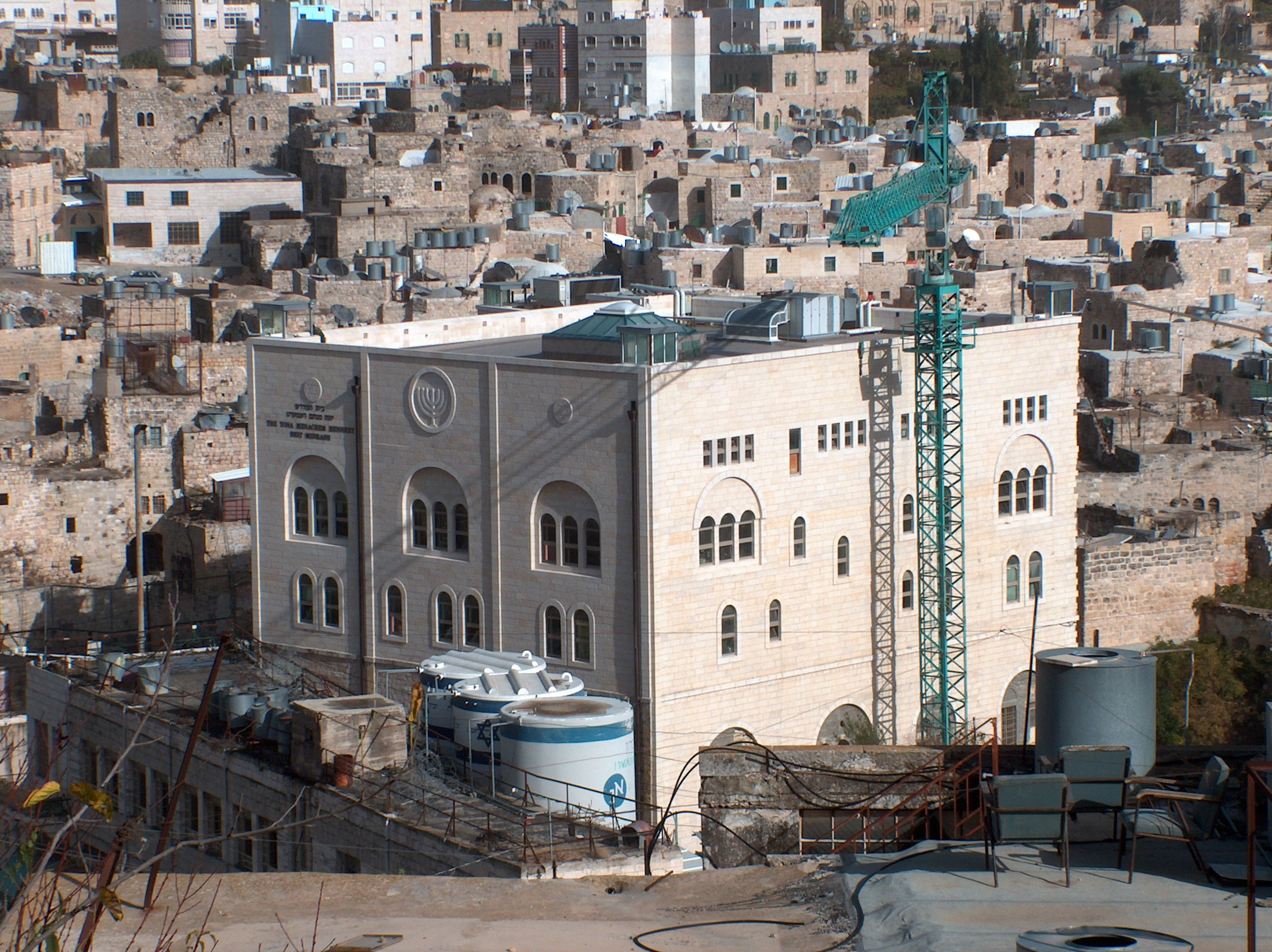
希伯仑老城犹太区的犹太学校

1948年以色列建国后，约旦占领了希伯仑和西岸地区其他地方。这一时期，以色列人不被允许进入西岸地区，西岸地区的犹太区被摧毁，犹太人墓地遭到亵渎。 58座犹太会堂被摧毁在亚伯拉罕阿維努会堂的废墟上建起了牲畜围栏。

### 以色列统治
1967年6月六日战争以后，以色列控制了包括希伯仑在内的西岸地区。1968年，一群犹太定居者开始佔領该市。

#### 希伯仑协定以后

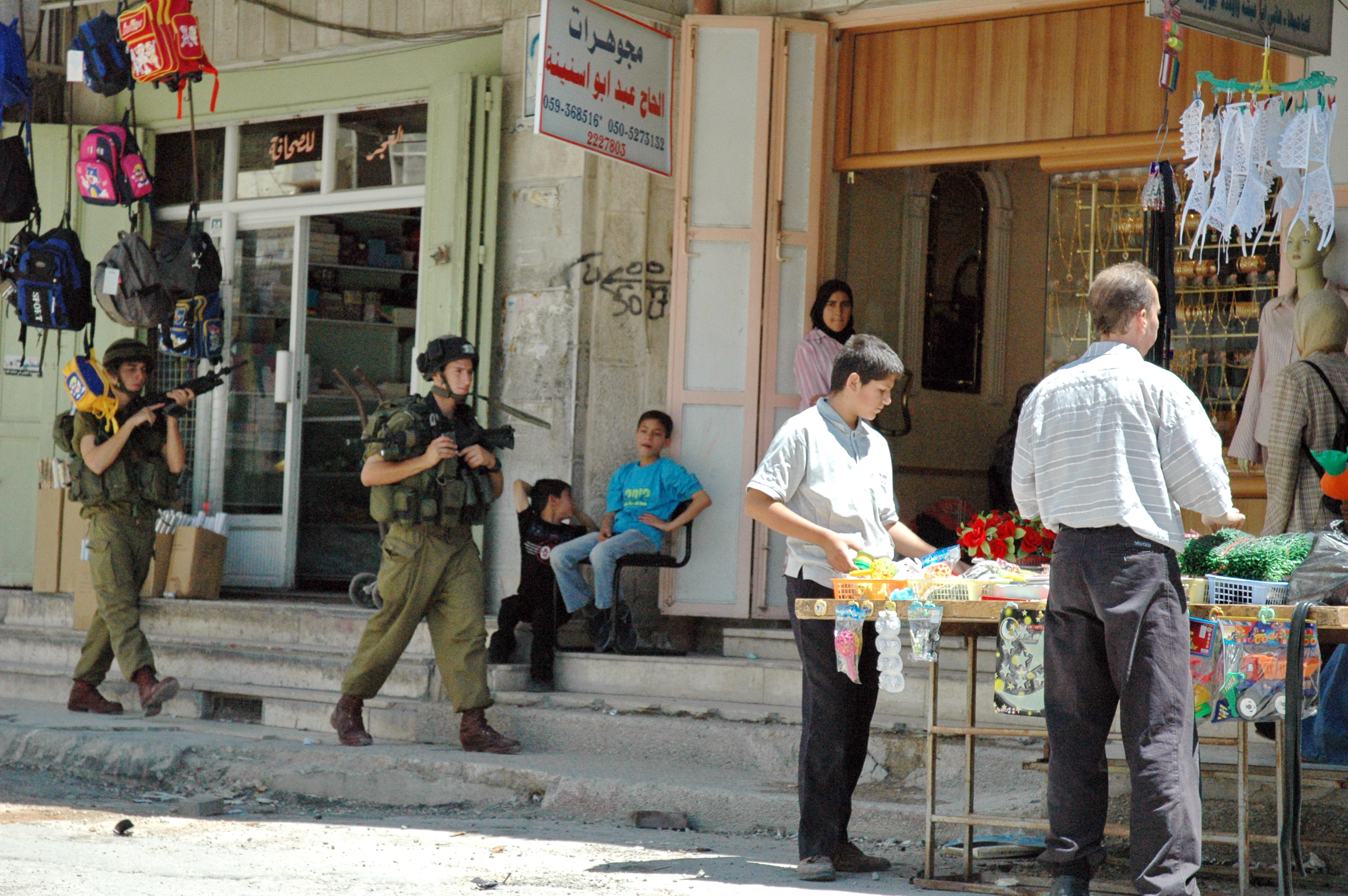
以色列军队在街头巡逻

1997年初《希伯仑协定》签订后，该市被分为2个部分H1和H2。H1区拥有12万巴勒斯坦人，按照希伯仑草案的规定，由巴勒斯坦民族权力机构控制。H2区居住着大约30,000巴勒斯坦人，仍处于以色列军事控制之下，以色列方面聲稱是為了保护住在市中心附近孤立的老犹太区的600－800名犹太人。第二次巴勒斯坦大起义爆发后，由于以色列方面实行宵禁和行动限制，H2区的巴勒斯坦人大为减少。以色列国防军表示为安全需要，要重新安置该区巴勒斯坦居民，包括关闭巴勒斯坦商店和某些地区。H2区的猶太定居者折磨他们的巴勒斯坦人邻居，导致数十个巴勒斯坦家庭遠離邻近的以色列人。

## 地理
希伯仑的近旁就是人口密集的犹太人定居点阿尔巴村，是一个独立的自治市，但是距离希伯仑的麦比拉洞只有步行5分钟的路程。

### 人口
| 年份 | 穆斯林  | 基督徒 | 犹太人 | 总数    | 注释                   |
| ---- | ------- | ------ | ------ | ------- | ---------------------- |
| 1538 | 749户   | 7户    | 20户   | 776户   | Cohen & Lewis          |
| 1817 |         |        | 500    |         | [ 25 ]                 |
| 1838 |         |        | 700    |         | [ 25 ]                 |
| 1837 |         |        | 423    |         | Montefiore census      |
| 1866 |         |        | 497    |         | Montefiore census      |
| 1922 | 16,074  | 73     | 430    | 16,577  | British Mandate Census |
| 1929 |         |        | 700    |         | [ 25 ]                 |
| 1930 |         |        | 0      |         | [ 25 ]                 |
| 1931 | 17,275  | 112    | 135    | 17,522  | British Mandate Census |
| 1944 | 24,400  | 150    | 0      | 24,550  | Estimate               |
| 1967 | 38,203  | 106    | 0      | 38,309  | 人口普查               |
| 1997 | 130,000 | 3      | 530    | 130,533 | [ 25 ]                 |

### 1967年以后的犹太定居点
1967年六日战争以后，在同年7月12日，以色列前总理戴维·本-古里安在接受BBC采访时宣布，出于和平原因，以色列对于征服的领土应该一无所取，但是希伯仑例外，那里的犹太人比耶路撒冷还多。據伦道夫·丘吉尔则写道“3000年前，耶路撒冷在大卫王时代成为犹太城市，但是希伯仑是在4000年前在亚伯拉罕时代就成为犹太城市，那里有许多在以色列宣布建国前2天刚刚被毁的许多定居点”。
1968年，一群犹太人在拉比莫舍·莱文杰带领下租下了希伯仑的主要旅馆，并且从此拒绝离开。

## 友好城市
- 法國圣皮埃尔代科尔